# レヴァン・ミケラーゼ

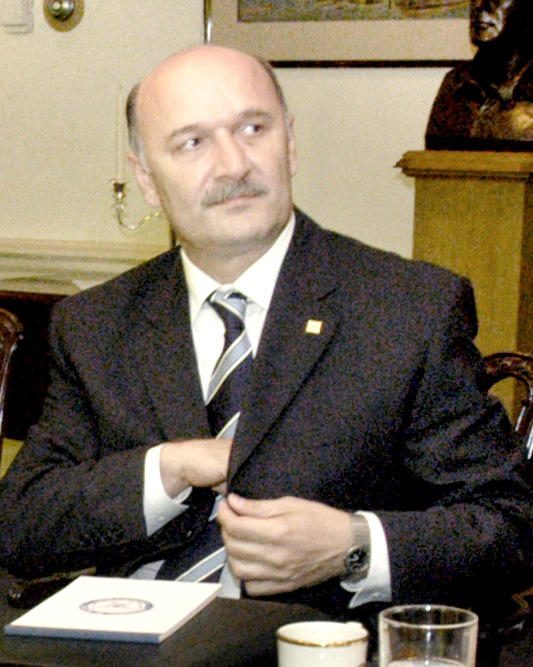
レヴァン・ミケラーゼ（2004年8月撮影）

レヴァン・ミケラーゼ（グルジア語: ლევან მიქელაძე、Levan Mikeladze、1957年2月26日 – 2009年4月26日）は、グルジアの外交官、政治家。

## 経歴
トビリシ出身。1978年トビリシ大学を卒業、経済学と社会地理学の学位を修める。その後モスクワに出てソ連科学アカデミーで地理学に関する研究生活を送る。また、フルブライト奨学金を得てアメリカに留学し1994年スタンフォード大学国際安全保障軍備管理センターで学んでいる。1992年から1994年まで旧ソ連の元外相でグルジア大統領になったエドワルド・シェワルナゼの顧問となる。1995年駐在アメリカ大使館勤務を経て、駐オーストリア大使、全欧安保協力機構（OSCE）グルジア代表などウィーンの国際機関代表を歴任した。2002年から2006年まで駐米大使、駐カナダ大使、駐メキシコ大使。2006年から2007年11月まで駐スイス大使を務めた。2007年11月7日、トビリシ市内で反政府デモに対して警察の鎮圧に抗議することを理由に辞任した。辞任後は、Tethys Petroleum Limited社の対外関係マネージャーに就任した。
2009年2月、ミハイル・サーカシビリ大統領に対する反対派としての立場を鮮明にし、イラクリー・アラサニア前国連大使のグルジア同盟党に参加した。
2009年4月26日、グルジア同盟はミケラーゼが心臓疾患のため、死去したことを発表した。グルジア議会のあるルスタヴェリ通りでエリック・フルニエ仏大使との会談が、公の場での最期の姿であった。